# 幸腹塗鴉
《幸腹塗鴉》（日语：幸腹グラフィティ）是川井真琴以四格漫畫形式發表的日本漫畫作品，于《Manga Time Kirara Miracle!》2012年3月号連載至2016年11月号。於2015年1月至3月播出改編自原作的電視動畫。標題中的「幸腹」是取自「幸福」的諧音。本作还有一个特色为四位女主角在吃东西时的画风十分细腻而有别于平时的画风。

## 故事簡介
町子涼是一名習慣獨自生活的女孩子。有一天，在阿姨拜託下，她開始於週末款待森野麒麟到家中暫住，以便來往彼此都有入讀的美術學校。之後他們遇上志同道合的同學椎名，一同開展烹調美食帶來幸福的治愈系故事。

## 登場人物
町子涼（聲：佐藤利奈）
故事開始為中學二年級生。父母於海外工作，自小由祖母育成，祖母去世後獨自生活，凡事都由阿姨協助。經拜託後毎週星期六讓麒麟寄居自己的住宅單位。志願是入讀美術系高中，於是特意就讀預科學校，結識椎名。後來達成夢想，與麒麟和椎名成為同班同學。擅長各種料理煮食。吃东西时会表现出很色情的画风。
森野麒麟（聲：大龜明日香）
與涼同年的女孩子。特別冀望入讀東京的美術学校，所以逢星期日參與美術預科學校課程，繼而在星期六先寄居於涼的住家，以遷就上學時間。注重待人處事的禮節，但有時亦顯露小孩子的一面。身材相對矮小，曾被誤認為小學生，但進食能力與外貌有點不成正比，力氣也比常人大上數倍。成功入讀高中後與涼長期同居。吃东西时会表现出狼吞虎咽的画风。
椎名（聲：小松未可子）
在預科學校結識涼和麒麟的女學生，名字不明。具有冷酷與神秘的一面，亦不時顯得有病虛弱。住在古老的大戶人家，家中甚至有著野生動物狩獵場。吃东西时会表现高雅如大人般的画风。
内木由纪（聲：井口裕香）
住在涼樓下單位的人，後來得悉是美術系高中的新任图书管理员教師。不太懂得用言語表達感情。吃东西时会表现出十分兴奋的画风。
町子明（聲：野中藍）
涼的阿姨。因為工作忙碌，很少跟涼有相處的機會，但只要跟涼見面時就會有許多親密接觸。
露子（聲：小林優）
椎名家的女傭，姓氏不明。協助忙碌农作的夫人照顧女兒。與椎名有著極為相似的氣場。是個家事萬能的人，料理能力甚至在三星級廚師之上。
山崎陽菜（聲：千菅春香）
涼的同學。
土田芽生（聲：長妻樹里）
涼的同學。
米美咲（聲：西明日香）
涼的同學。
町子綠（聲：能登麻美子）
涼的母親，與涼的父親於海外居住。貌似做著不在位會令市鎮運作停頓的重要工作。
森野凛（聲：廣橋涼）
麒麟的母亲，二人重要的食材提供者之一。只会煮炒蔬菜给麒麟吃而被麒麟讨厌。
椎名的母亲（聲：松來未祐）
椎名母亲，個性活潑，常於家中的農田耕作。
凉的奶奶（声：久保田民繪）
在故事开始前一年已经去世，由于凉双亲工作繁忙而托其照顾凉，起初不会做菜而偷偷去图书馆借书学习料理，做了很多美味的料理给凉而慢慢培养了凉的料理能力。

## 出版書籍
| 冊數 | 芳文社         | 芳文社                 | 台灣東販       | 台灣東販               |
| 冊數 | 發售日期       | ISBN                   | 發售日期       | ISBN                   |
| ---- | -------------- | ---------------------- | -------------- | ---------------------- |
| 1    | 2013年1月26日  | ISBN 978-4-8322-4258-6 | 2017年11月17日 | ISBN 978-986-475-509-7 |
| 2    | 2013年9月27日  | ISBN 978-4-8322-4352-1 | 2018年8月17日  | ISBN 978-986-475-723-7 |
| 3    | 2014年3月27日  | ISBN 978-4-8322-4419-1 | 2019年3月21日  | ISBN 978-986-475-950-7 |
| 4    | 2014年12月25日 | ISBN 978-4-8322-4508-2 |                |                        |
| 5    | 2015年3月27日  | ISBN 978-4-8322-4545-7 |                |                        |
| 6    | 2015年12月26日 | ISBN 978-4-8322-4648-5 |                |                        |
| 7    | 2016年9月27日  | ISBN 978-4-8322-4745-1 |                |                        |

## 電視動畫
2014年在6月16日發行的《Manga Time Kirara Miracle!》8月號宣布製作電視動畫。翌年2015年1月至3月在TBS電視台、MBS、CBC電視台及BS-TBS首播，並可設定字幕顯示，同時主要角色的台詞有用顏色作區別（除了椎名和其他角色是用通常的白色表示之外，町子涼的台詞是用黃色、森野麒麟的台詞是用水藍色）。官方亦特別隨著播放進度，進行為故事中出現之食物提供食譜的計劃。另外，本作品是自2014年1月首播的《櫻Trick》以來，第2部被改編成動畫的《Manga Time Kirara Miracle！》連載作品。作品標語為「♪」。
集數方面，不是使用一般常見的「第一話」「第二話」，而是「第一道菜（ひとしなめ）」「第二道菜（」，並有加入「鬆軟的（ほかほか）」或「香甜的（」等許多種擬聲詞作為各話的副標題。

### 製作人員
- 原作：川井真琴（芳文社《Manga Time Kirara Miracle！》連載）
- 企劃：村上仁之、松本浩、孝壽尚志、久保田光俊、佐佐木史朗、太布尚弘、樫村勉
- 總導演：新房昭之
- 導演：龍輪直征
- 劇本統籌、各話劇本：岡田麿里
- 角色設計：潮月一也
- 總作畫監督：潮月一也、西澤真也、橫田拓己
- 膳食設計：伊藤良明
- 美術監督：内藤健
- 美術設定：大原盛仁
- 色彩設計：渡邊康子
- 視覺效果：高野慎也
- 攝影監督：會津孝幸
- 剪接：松原理惠
- 片頭導演：梅津泰臣
- 片尾導演：八瀨祐樹
- 音響監督：龜山俊樹
- 音樂：kotringo
- 音樂製作：flying DOG
- 音樂製作人：福田正夫
- 製作人：山口泰廣、河本紗知、小林宏之、大嶋實句、伊藤將生、林洋平、石塚正俊
- 動畫製作：SHAFT
- 協力製作：角川集團、芳文社、SHAFT、flying DOG、Movic、索尼音樂通訊
- 製作：幸腹塗鴉製作委員會、TBS電視台[13]

### 歌曲
片頭曲
作詞：岩里祐穗，作曲、編曲：Rasmus Faber，主唱：坂本真綾
片尾曲
作詞：松浦勇氣，作曲、編曲：北川勝利，主唱：涼與麒麟（佐藤利奈與大龜明日香）
插曲
作詞：掛川陽介，作曲、編曲：鈴木左衛子，食琴演奏：kajii，主唱：涼與麒麟（佐藤利奈與大龜明日香）
預告曲
作詞：新小田明奈，作曲：熊谷蘭，編曲：熊谷蘭、Y-SAIKI，主唱：涼與麒麟（佐藤利奈與大龜明日香）

### 各話列表
| 話數       | 日文標題 | 中文標題                                                      | 劇本     | 分鏡     | 演出     | 作畫監督                                                                               | 膳食作監 | 贊助插畫   | 原作冊 |
| ---------- | -------- | ------------------------------------------------------------- | -------- | -------- | -------- | -------------------------------------------------------------------------------------- | -------- | ---------- | ------ |
| 第一道菜   | ～       | 鬆軟的，香甜的。 ～火鍋·狐狸烏龍麵·稻荷壽司～                 | 岡田麿里 | 笹木信作 | 宮本幸裕 | 井上美香、河島久美子                                                                   | 伊藤良明 | 冰川碧流   | 第1冊  |
| 第二道菜   | ～       | 軟軟的，硬硬的。 ～賞花便當·各種小吃攤·玉子燒～               | 岡田麿里 | 杉山延寛 | 尋田耕輔 | 齊藤和也、藤本真由 大梶博之、牛島希 櫻井司                                             | 新井博慧 | 原悠衣     | 第1冊  |
| 第三道菜   | ～       | 爽脆的，黏稠的。 ～竹筍飯·蛋包飯～                            | 岡田麿里 | 八瀨祐樹 | 龍輪直征 | 伊藤良明、井上美香 河島久美子、中山初繪                                                | 伊藤良明 | 濱弓場雙   | 第1冊  |
| 第四道菜   | ～       | 慢慢地，輕輕地。 ～便利店即食食品～                           | 岡田麿里 | 川畑喬   | 大谷肇   | 小田多惠子、吉岡敏幸 鰐淵和彥、嘉村弘之 山本周平、一之瀨結梨                           | 新井博慧 | Koi        | 第1冊  |
| 第五道菜   | ～       | 嗖溜溜、咕噜。 ～流水素麵～                                   | 岡田麿里 | 數井浩子 | 吉澤翠   | 矢野茜、牛島希 河島久美子、清水勝祐                                                    | 伊藤良明 |            | 第1冊  |
| 第六道菜   | ～       | 熱熱的，糯糯的。 ～鰻魚重箱·冰淇淋·善哉～                     | 岡田麿里 | 藤澤俊幸 | 大橋一輝 | 宮嶋仁志、吉田尚 井上美香、河島久美子 新井博慧、一之瀨結梨                             | 新井博慧 | 季遊月聰子 | 第1冊  |
| 第七道菜   | ～       | 咻，噗嗤。 ～鹽烤秋刀魚～                                     | 岡田麿里 | 若野哲也 | 尋田耕輔 | 宮嶋仁志、吉田尚 菊永千里、菊池政芳 海保仁美、河島久美子 井上美香、中山初繪            | 伊藤良明 | 水口鷹志   | 第1冊  |
| 第八道菜   | ～       | 鬆軟可口，啊鳴。 ～麒麟的便當～                               | 岡田麿里 | 橫山彰利 | 南川達馬 | 一之瀨結梨、伊藤良明 井上美香、前田義宏 河島久美子、宮嶋仁志 吉田南                    | 新井博慧 | 叶之影     | 第1冊  |
| 第九道菜   | ～       | 咕嚕咕嚕，呼哈……。 ～關東煮、天婦羅蕎麥麵、甘酒～             | 岡田麿里 | 大石美繪 | 宮本幸裕 | 河島久美子、井上美香 一之瀨結梨、新井博慧 山崎克之、吉田南 前田義宏、德倉榮一 橫田拓己 | 伊藤良明 | 遠藤海成   | 第2冊  |
| 第十道菜   | ～       | 啊嗚啊嗚，嘻嘻。 ～四種類的披薩～                             | 岡田麿里 | 關野昌宏 | 吉澤翠   | 井上美香、河島久美子 吉田南、櫻井司 中山初繪、伊藤良明 西澤真也                        | 新井博慧 | 黑田bb     | 第2冊  |
| 第十一道菜 | ～～     | 哢嚓哢嚓，嗖溜溜。 ～速食麵～ 香脆，光澤閃閃。 ～豬排三明治～ | 岡田麿里 | 八瀨祐樹 | 大谷肇   | 井上美香、河島久美子 前田義宏、新井博彗 橫田拓己、吉田肇 島田英明、服部憲知            | 伊藤良明 | 蒼樹梅     | 第2冊  |
| 第十二道菜 | ～       | 吸溜吸溜，啾。 ～鰤魚煮白蘿蔔～                               | 岡田麿里 | 數井浩子 | 大橋一輝 | 伊藤良明、井上美香 河島久美子、山崎克之 櫻井司、宮嶋仁志 前田義宏、西澤真也            | 新井博慧 | 川井真琴   | 第2冊  |

### 播放電視台
日本深夜動畫：下文記載的日本国内播放時間使用日本標準時間（UTC+9）表示。因為部分時間标识會採用30小时制，因此請留意这类超过24:00的时间，其實際播放時間為翌日清晨。
| 播放地區   | 播放電視台     | 播放日期                     | 播放時間（UTC+9）         | 所屬聯播網 | 備註   |
| ---------- | -------------- | ---------------------------- | ------------------------- | ---------- | ------ |
| 關東廣域圈 | TBS電視台      | 2015年1月8日－3月26日        | 星期四 25時46分－26時16分 | TBS電視網  | 製作局 |
| 近畿廣域圈 | MBS            | 2015年1月8日－3月26日        | 星期四 26時49分－27時19分 | TBS電視網  |        |
| 中京廣域圈 | CBC電視台      | 2015年1月8日－3月26日        | 星期四 26時55分－27時25分 | TBS電視網  |        |
| 日本全國   | BS-TBS         | 2015年1月10日－3月28日       | 星期六 25時00分－25時30分 | 衛星電視   |        |
| 日本全國   | TBS Channel 1  | 2015年1月25日－4月12日       | 星期日 25時00分－25時30分 | TBS電視網  | 有重播 |
| 日本全國   | AT-X           | 2015年11月17日－2016年2月2日 | 星期二 21時00分－21時30分 | 東京電視網 | 有重播 |
| 日本全國   | Niconico頻道   | 2015年1月13日－4月6日        | 星期二 12時00分 更新      | 網路電視   |        |
| 日本全國   | 萬代頻道       | 2015年1月13日－4月6日        | 星期二 12時00分 更新      | 網路電視   |        |
| 日本全國   | Niconico生放送 | 2015年1月13日－4月6日        | 星期二 23時30分－24時00分 | 網路電視   |        |

### 網路電視
以《電視動畫幸腹塗鴉PRESENTS MUNEYAKE》為標題，2014年12月26日、2015年1月9日至4月3日每週五在HiBiKi Radio Station發佈。主持人由町子涼的聲優佐藤利奈、森野麒麟的聲優大龜明日香及椎名的聲優小松未可子共3人擔任。並由米谷美咲的聲優西明日香擔任旁白。另外，為紀念片尾主題曲的發行，2015年2月13日起，以為標題，每週五在YouTube更新，全3回。

### BD／DVD
| 卷數 | 發行日期      | 收錄話         | 規格編號  | 規格編號  |
| 卷數 | 發行日期      | 收錄話         | BD        | DVD       |
| ---- | ------------- | -------------- | --------- | --------- |
| 1    | 2015年4月24日 | 第1話－第2話   | ZMXZ-9941 | ZMBZ-9951 |
| 2    | 2015年5月27日 | 第3話－第4話   | ZMXZ-9942 | ZMBZ-9952 |
| 3    | 2015年6月24日 | 第5話－第6話   | ZMXZ-9943 | ZMBZ-9953 |
| 4    | 2015年7月24日 | 第7話－第8話   | ZMXZ-9944 | ZMBZ-9954 |
| 5    | 2015年8月26日 | 第9話－第10話  | ZMXZ-9945 | ZMBZ-9955 |
| 6    | 2015年9月25日 | 第11話－第12話 | ZMXZ-9946 | ZMBZ-9956 |

### CD
| 發行日期      | 標題                                                          | 規格編號                                   |
| ------------- | ------------------------------------------------------------- | ------------------------------------------ |
| 2015年1月28日 | 幸せ私知5方法                                                 | VTZL-98（初回限定盤） VTCL-35199（通常盤） |
| 2015年2月25日 | 笑顔                                                          | VTCL-35201                                 |
| 2015年3月25日 | Edible melodies ～電視動畫T「幸腹塗鴉」Original Sound Track～ | VTCL-60395                                 |

## 合作宣傳
本作品與過去以往被改編成動畫的《Manga Time Kirara》連載作品相同，有實施和叡山電鐵合作的宣傳活動。

## 注解
1. ↑  「麒麟」为大陆电视动画版权代理商使用的译名。曾经出现过以「希铃」的译法，但已少见。
2. ↑  下半部分標題只於官方網站內記載，揭示該集涵蓋的膳食。

## 外部連結
- Manga Time Kirara 作品介紹專頁 （页面存档备份，存于）（日語）
- TBS電視台 電視動畫官方網站 （页面存档备份，存于）（日語）
- 電視動畫「幸腹塗鴉」的X（前Twitter）（日語）